# Whiting (Indiana)
Whiting es una ciudad ubicada en el condado de Lake en el estado estadounidense de Indiana. En el Censo de 2010 tenía una población de 4997 habitantes y una densidad poblacional de 597,88 personas por km².

## Geografía
Whiting se encuentra ubicada en las coordenadas 41°40′36″N 87°28′35″O / 41.67667, -87.47639. Según la Oficina del Censo de los Estados Unidos, Whiting tiene una superficie total de 8.36 km², de la cual 4.66 km² corresponden a tierra firme y (44.28%) 3.7 km² es agua.

## Demografía
Según el censo de 2010, había 4997 personas residiendo en Whiting. La densidad de población era de 597,88 hab./km². De los 4997 habitantes, Whiting estaba compuesto por el 76.27% blancos, el 3.48% eran afroamericanos, el 0.74% eran amerindios, el 0.68% eran asiáticos, el 0% eran isleños del Pacífico, el 15.67% eran de otras razas y el 3.16% pertenecían a dos o más razas. Del total de la población el 40.74% eran hispanos o latinos de cualquier raza.